# Calloides lorquinii
Calloides lorquinii là một loài bọ cánh cứng trong họ Cerambycidae.